# دانشگاه لامپونگ
دانشگاه لامپونگ (اندونزیایی: Universitas Lampung) یک دانشگاه عمومی در بندر لامپونگ اندونزی است که در سال ۱۹۶۵ میلادی تأسیس شد.